# Christophe Achten
Christophe Achten (* 4. September 1978 in Maaseik) ist ein belgischer Volleyball-Trainer.

## Karriere als Spieler
Achten stammt aus der belgischen Volleyball-Hochburg Maaseik und wuchs in Ophoven auf. Er begann seine Karriere als Spieler beim VC Ophoven und in der Schüler-Mannschaft von Noliko Maaseik. Dann studierte er an der Provinciale Hogeschool Limburg in Hasselt. Seine nächsten Stationen als Spieler waren Warsco Units Eisden, Kivola Riemst, Schuvoc Halen, VC Racing Renk, Avoc Achel und Amigos Zoersel. Anschließend zog er nach Menorca. Seine letzte Station als Spieler hatte er in der Saison 2009/10 wieder in Eisden.

## Karriere als Trainer

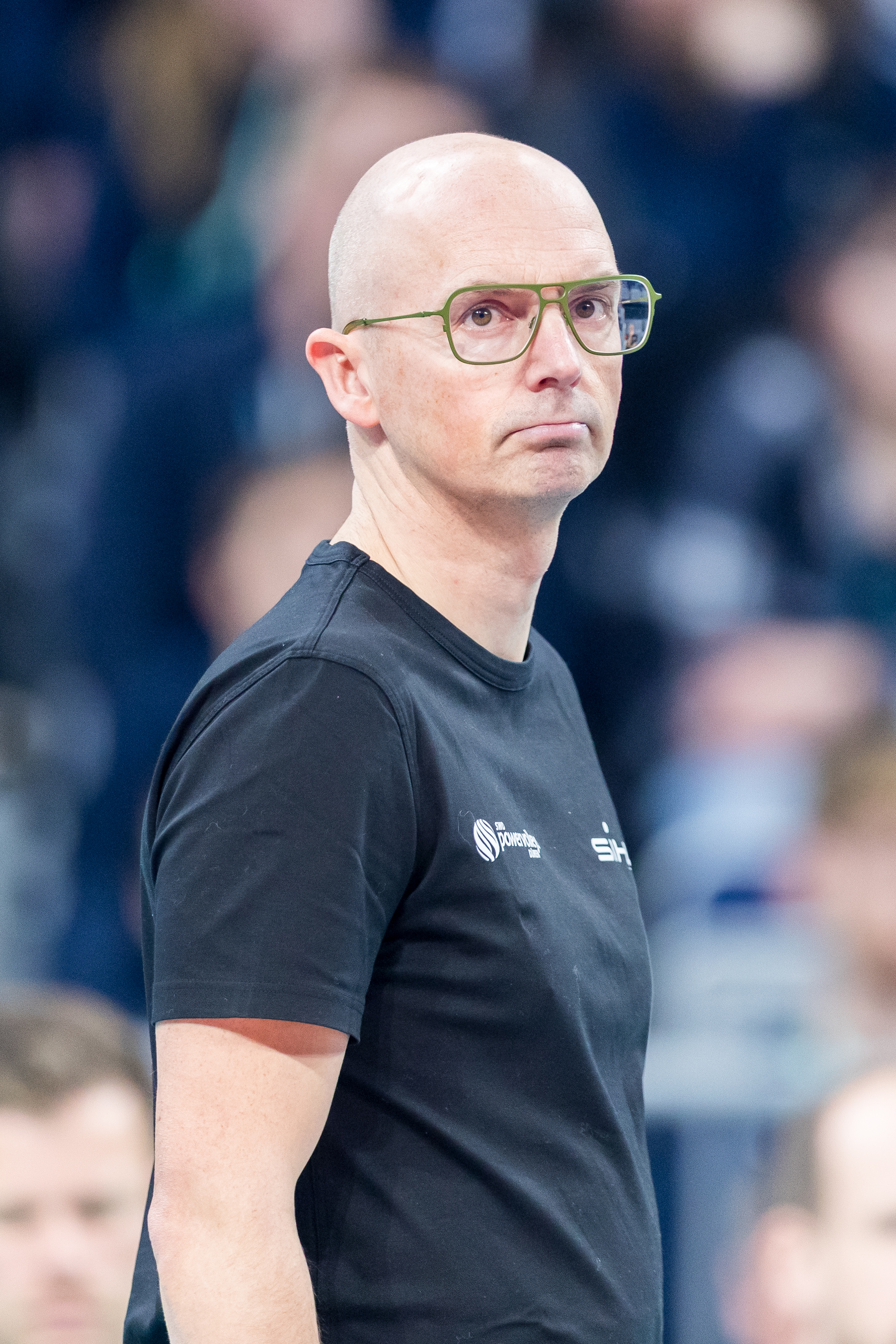
Christophe Achten im DVV-Pokalfinale 2025

In der Saison 2010/11 war Achten als Co-Trainer der Frauen von Asterix Kieldrecht tätig, die belgischer Pokalsieger und Meister wurden. Die gleiche Funktion hatte er in den folgenden beiden Spielzeiten beim VC Euphony Asse-Lennik, mit dem er auch in der Champions League aktiv war. Von 2012 bis 2016 betreute Achten als Co-Trainer die belgische Männer-Nationalmannschaft. Außerdem war er von 2015 bis 2017 beim VC Puurs tätig.
Anschließend trainierte er zwei Jahre lang die Männer des finnischen Vereins Raision Loimu und war parallel dazu Cheftrainer der isländischen Nationalmannschaft.
2019 wurde Achten Cheftrainer beim deutschen Bundesligisten TV Rottenburg. Mit dem Verein erreichte er das Halbfinale im DVV-Pokal 2019/20 und kam in der Liga auf den neunten Tabellenplatz. Nach dem Rückzug der Rottenburger aus der Volleyball-Bundesliga wechselte er zum Ligakonkurrenten Netzhoppers KW-Bestensee. Mit den Netzhoppers unterlag er im DVV-Pokal 2020/21 erst im Finale gegen Frankfurt, bevor der Verein als Tabellensechster der Bundesliga im Playoff-Viertelfinale ausschied. 2021 übernahm Achten das Traineramt bei den United Volleys Frankfurt. Die Frankfurter kamen ins Viertelfinale des DVV-Pokals und Achtelfinale im CEV-Pokal. In den Bundesliga-Playoffs erreichten sie das Halbfinale, erhielten aber wegen wirtschaftlicher Probleme keine Lizenz für die folgende Saison.
Im Dezember 2022 wurde Achten als Nachfolger von Idner Martins Trainer des belgischen Erstligisten Lindemans Aalst. Im Februar 2024 verkündete der deutsche Bundesligist SWD Powervolleys Düren, dass der Belgier dort ab der Saison 2024/25 den Trainerposten übernimmt. Im DVV-Pokal 2024/25 unterlagen die Dürener mit 2:3 im Finale gegen die Berlin Recycling Volleys. Anschließend mussten sie sich in den Bundesliga-Playoffs wie im Vorjahr im Viertelfinale gegen den VfB Friedrichshafen geschlagen geben.

## Privates
Achten ist seit August 2012 mit der belgischen Beachvolleyballspielerin Stéphanie Van Bree verheiratet. Das Paar hat zwei Kinder.